# Runenstein von Gillberga
Das 1,64 m hohe Runenstein von Gillberga (Samnordisk runtextdatabas U 508) wurde 1939 auf einem Feld in Gillberga, in Lövstalund, bei Vallentuna in Uppland in Schweden gefunden. Der Runenstein steht 200 m westlich der Straße Kårsta–Malmby, 200 m nördlich der Ausfahrt nach Gillberga. Es gehört zu einer frühen Gruppe von Uppland-Runensteinen ohne Verzierung mit Runen in einfachen Schleifen. Der Stein wurde im Jahr 2004 ausgemalt.
Es ist ein Maskenstein, der mit der geschnitzten Seite nach unten auf dem Feld lag. Da er die Landwirtschaft behinderte, sprengte ihn der Landbesitzer. Als die Stücke abgeholt wurden, stellte sich heraus, dass sich auf der Unterseite Runen befanden. M. Alander ließ die Stücke bergen und meldete den Fund. Der Stein wurde repariert und etwa 2,0 m von der Fundstelle mit der Schrift zur Landstraße aufgestellt. Der rotgraue Runenstein aus Granit ragt 1,57 m aus dem Boden. Seine Breite beträgt 1,15 m. Die ungleichmäßig geschnitzte, teils tiefe, teils recht flache Ritzung misst 1,36 × 0,7 m. Die Oberfläche ist uneben. Die Schnitzlinien sind eng. Auf der Oberseite ist die Schnitzerei gestört. Der in zwei oben gerundeten Runenschleifen (nicht in Schlangenbändern) stehende Text lautet:
„ikiluk × uk × afriþ × þaR × litu × risa × stin × þina + iftir × -a--bi-rn faþur × sin × kuþan × uk × ragni × þu × biku × i × l----“
„Ingelög und Åfrid ließen diesen Stein errichten in Erinnerung an …-björn, ihren guten Vater, und Ragne. Sie lebten in …“
Zwischen den Runenbögen ist am oberen Rand eine Maske eingeritzt. Der Runenstein aus der Wikingerzeit wird auf die Zeit zwischen 980 und 1015 n. Chr. datiert.